# El Carrascalejo
El Carrascalejo település Spanyolországban, Badajoz tartományban. El Carrascalejo Aljucén, Mirandilla és Mérida községekkel határos. Lakosainak száma 77 fő (2024).

## Népesség
A település népessége az utóbbi években az alábbiak szerint változott:
| Lakosok száma | 71   | 72   | 83   | 85   | 90   | 68   | 74   | 83   | 90   | 77   |
|               | 2001 | 2004 | 2006 | 2009 | 2011 | 2014 | 2016 | 2019 | 2021 | 2024 |